# Wangkelang (Cingambul)
Wangkelang is een bestuurslaag in het regentschap Majalengka van de provincie West-Java, Indonesië. Wangkelang telt 4466 inwoners (volkstelling 2010).